# Агава прямая
Агава прямая (лат. Agave stricta) — суккулент, вид рода Агава (Agave) семейства Агавовые (Agavaceae). Очень декоративный вид. Родина вида — Мексика (Пуэбла).

## Ботаническое описание

### Морфология
Листья сочные, прямостоячие или немного изогнутые, у основания расширены и резко переходят в линейные, на конце коротко заостренные, по краю слегка хрящеватые, конечная колючка до 2 см длиной. Цветонос выбрасывает длиной до 2,5 м. Розетка густооблиственная, округлой формы. С возрастом становится многорозеточным, образуя группы.

### Размножение
Семенами и отростками.

### Природный ареал
Мексика